# Obiektyw zmiennoogniskowy

Uproszczony schemat działania obiektywu zmiennoogniskowego

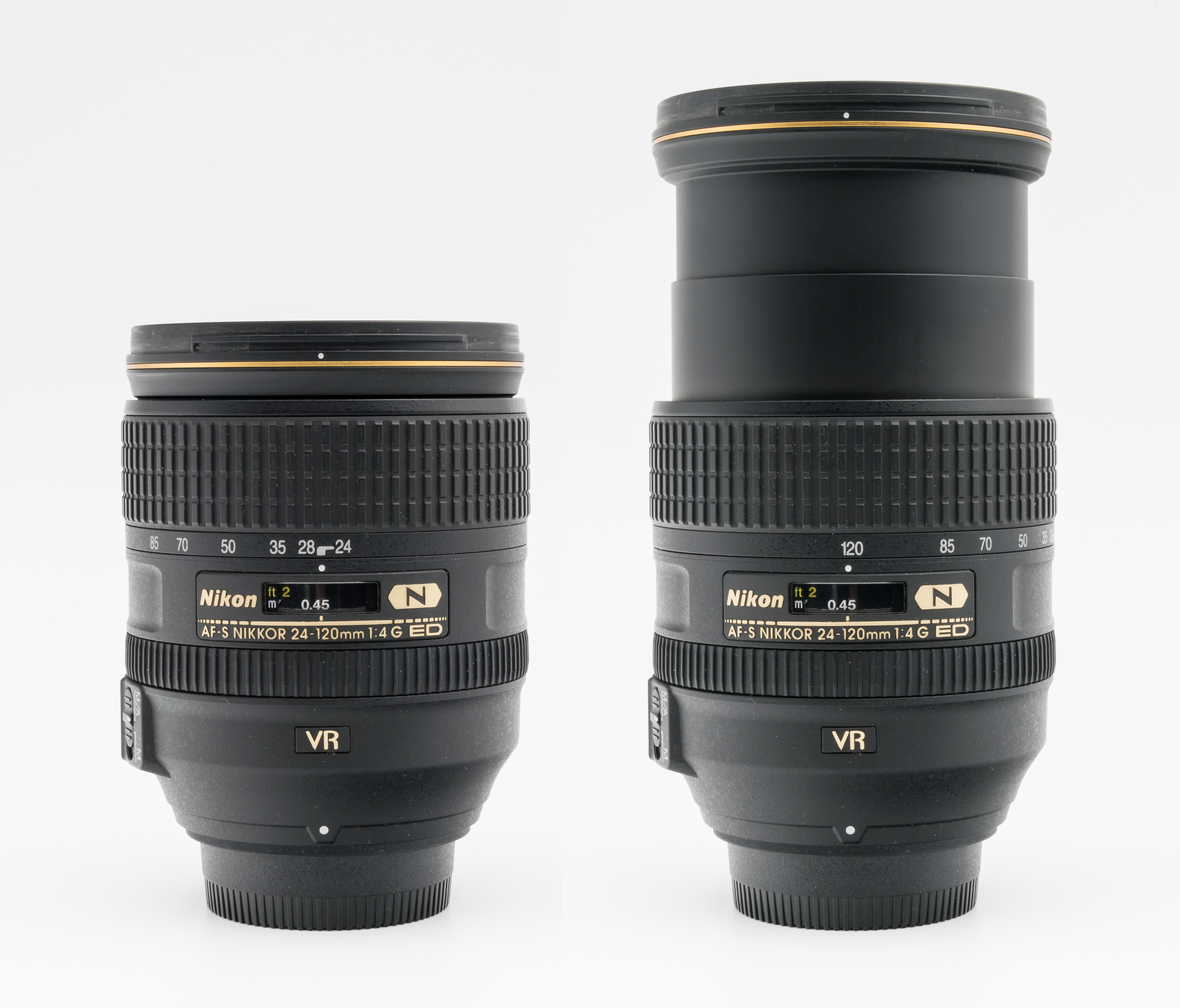
Zoom Nikkor AF-S 24-120 mm f/4 G ED VR

Obiektyw zmiennoogniskowy (potocznie zoom) – rodzaj obiektywu fotograficznego, w którym możliwa jest płynna regulacja długości ogniskowej, zwykle bez zmiany perspektywy i płaszczyzny ogniskowania.
Zmiana ogniskowej realizowana jest przy pomocy grupy soczewek, które przesuwa się wzdłuż osi optycznej obiektywu. Wymaga to zastosowania większej niż w normalnym obiektywie liczby soczewek, co pociąga za sobą obniżenie zdolności rozdzielczej obiektywu. Z tego też względu obiektywy zmiennoogniskowe o stosunku maksymalnej do minimalnej ogniskowej wyrażonym liczbą większą niż 3 są używane prawie wyłącznie w kamerach telewizyjnych i filmowych, projektorach, amatorskich aparatach cyfrowych, czasami też w aparatach małoobrazkowych. Obecnie wśród obiektywów zmiennoogniskowych do lustrzanek można znaleźć modele o nawet 15-krotnym stosunku ogniskowych, natomiast w aparatach kompaktowych wartość zoomu potrafi nieraz osiągać jeszcze wyższe wartości.
Pierwszy obiektyw zmiennoogniskowy został zastosowany w kamerze filmowej w roku 1931, a pierwszy małoobrazkowy aparat fotograficzny z takim obiektywem (Voigtlander Zoomar 36–82 mm f/2.8) powstał w roku 1959.

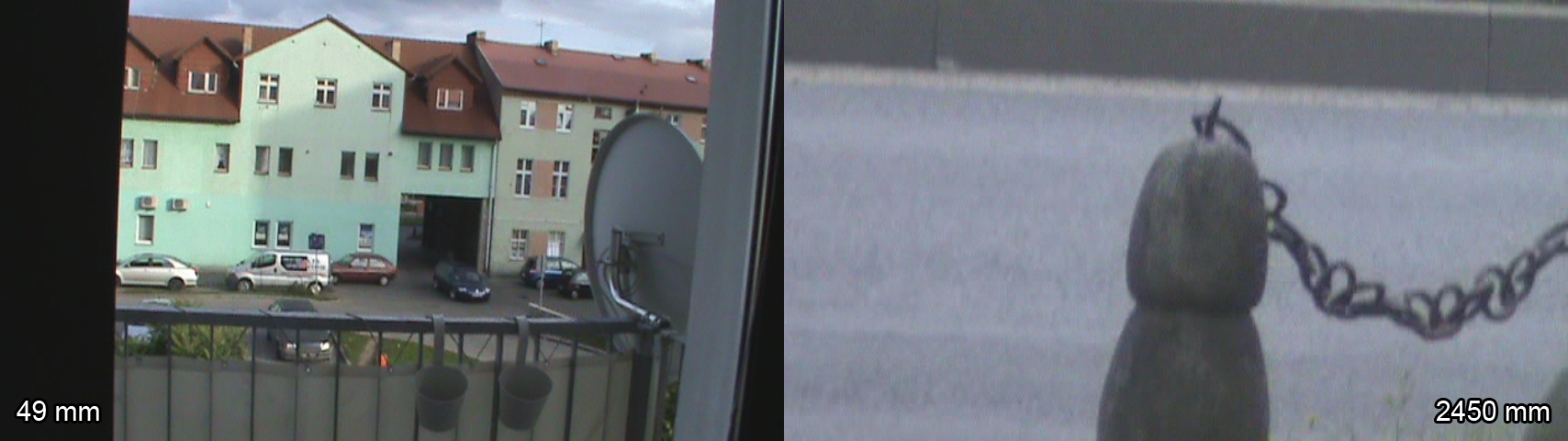
Porównanie ogniskowych 45 mm i 2450 mm w tym samym obiektywie zmiennoogniskowym